# Ataque Sybil
En seguridad informática, un ataque Sybil ocurre cuando un sistema distribuido es corrompido por una misma entidad que controla distintas identidades de dicha red. El nombre toma su origen en el libro Sybil, de Flora Rheta Schreiber, en el que el objeto de estudio que da nombre al libro es una mujer diagnosticada de trastorno de identidad disociativo. Este nombre fue propuesto por Brian Zill en un artículo publicado el 1 de enero de 2002.

## Descripción
En un ataque Sybil, un atacante puede contaminar un sistema distribuido creando un gran número de identidades que aparenten ser independientes y usarlas para obtener una influencia desproporcionada, alterar rutas o modificar contenido almacenado de forma redundante. De esta forma ciertos nodos legítimos pueden sufrir una usurpación de identidad al estar solo conectados a los del atacante.
La vulnerabilidad del sistema depende de la facilidad para crear nuevas identidades y la (falta de) importancia de la cadena de confianza, que puede hacer que todas las identidades sean tratadas por igual.

## Defensas
Existen técnicas para prevenir o atenuar este tipo de ataques. Se puede limitar el número de identidades por nodo mediante la creación de una entidad central validadora que se encargue de comprobarlo a costa de una posible pérdida del anonimato. Para reducir los daños que puede causar este tipo de ataque se puede establecer un sistema de confianza veraz que limite el alcance a un grupo aislado que retroalimentan su confianza.

## Ejemplos
Ataque a Tor en 2014
Un destacado ataque Sybil (junto con otro de confirmación de tráfico) fue perpetrado contra la red Tor durante varios meses en el año 2014. Se especuló que pudieron ser agencias del gobierno de EE. UU. o incluso personas relacionadas con el de Rusia sin llegarse a conocer nunca al verdadero responsable.
Ataque a Bitcoin en 2015
Poco menos de un año de desvelarse el ataque a Tor, un foro sobre Bitcoin en inglés ayudó a descubrir como la empresa Chainalysis estaba tratando de conectarse agresivamente a cualquier nodo de la red Bitcoin. Con la intervención de usuarios y uno de los desarrolladores de la criptomoneda Gregory Maxwell descubrieron que Chainalysis intentaba asociar identidades IP a identidades Bitcoin con la excusa de denunciar transacciones ilegales internacionales